# Gjógv
Gjógv est un village des îles Féroé qui se trouve au nord-est de l'île d'Eysturoy.
En féroïen, Gjógv signifie ravin. Le nom vient du fait que le port du village se trouve dans un contrebas important à côté du village.
L'église de Gjógv date de 1929 et l'école de 1884.

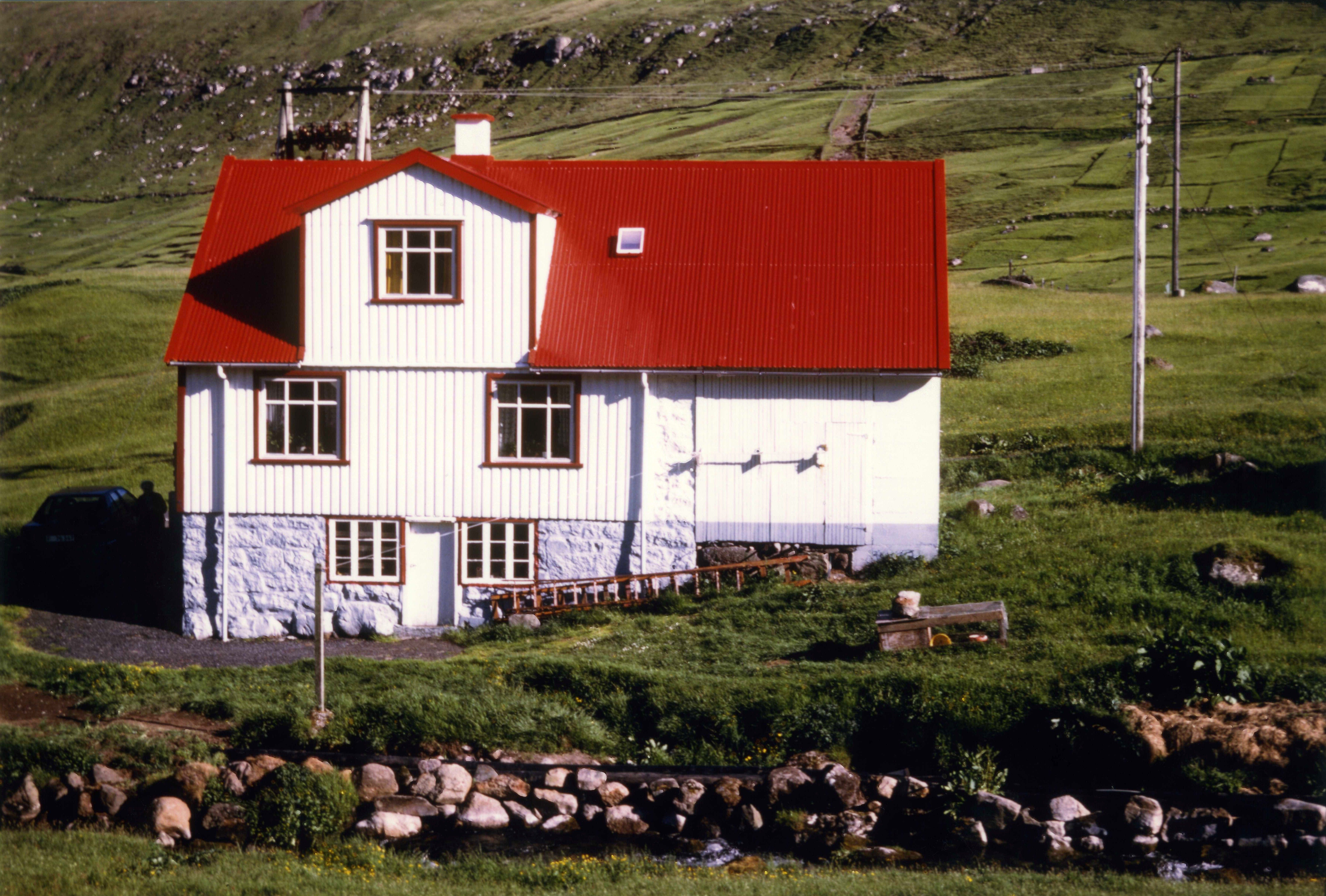
Une maison de Gjógv (1986).